# Ununenniu
Ununennium (simbol: Uue) este al 119-lea element ipotetic din tabelul periodic extins al elementelor. Are și denumirea eka-franciu. Fiind în sistemul periodic situat sub metalele alcaline, ununenniul ar putea avea proprietăți asemănătoare cu ale franciului sau cesiului și ar putea fi foarte reactiv cu apa și cu aerul. O probabilă stare de oxidare este 1. Masa atomică relativă este 316.

## Încercări de sinteză eșuate
Prima tentativă de sinteză a ununenniului a fost avut loc în 1985, când s-a încercat bombardarea atomilor de einsteiniu-254 dintr-o probă de mai puțin de un microgram de einsteniu cu calciu-48 la acceleratorul de particule superHILAC, la Berkeley, California. Zeci de micrograme de einsteiniu ar fi necesare pentru o rată de succes acceptabilă. Nu au fost identificați atomi care să conducă la un randament limitat de 300 NB.

## Configurația electronică
[Uuo] 8s1
- Număr de protoni: 119
- Număr de electroni: 119
- Număr de neutroni: 197